# Giant’s Causeway
Der Giant’s Causeway (englisch für ‚Damm des Riesen‘, irisch Clochán an Aifir oder Clochán na bhFómharach) befindet sich an der nördlichen Küste der Grafschaft Antrim in Nordirland, östlich des kleinen Städtchens Bushmills knapp 100 km von Belfast entfernt.
Der Giant’s Causeway ist seit 1986 UNESCO-Welterbestätte. Er besteht aus etwa 40.000 gleichmäßig geformten Basaltsäulen, deren Alter etwa 60 Millionen Jahre beträgt. Etwa die Hälfte der Säulen hat einen sechseckigen Querschnitt, es treten jedoch auch solche mit vier, fünf, sieben oder acht Ecken auf. Die größten der Steinsäulen haben eine Höhe von zwölf Metern. Die Gesteinsschicht ist bis zu 25 m dick. Der Giant’s Causeway führt etwa fünf Kilometer entlang der Klippen und endet im Meer, wovon er wieder – der alten Legende von Fionn mac Cumhaill zufolge – an der schottischen Küste als Fingal’s Cave auftaucht. Geologen führen die Entstehung des Basaltdammes auf die Abkühlung heißer Lava zurück. Formationen senkrechter Basaltsäulen können bei sehr langsamer und gleichmäßiger Abkühlung von Lava entstehen. Die Säulenstruktur bildet sich dabei aus langsam in das Material hineinlaufenden Spannungsrissen. Diese entstehen durch die Abkühlung und Schrumpfung des Materials und breiten sich senkrecht zur Abkühlungsfläche aus. Der Vulkan, dessen Lava zur Formation des Giant’s Causeway führte, ist mittlerweile durch Erosion abgetragen.
2019 wurde der Giant’s Causeway von rund 998.000 Personen besucht. 2024 betrug die Besucherzahl etwa 684.000 Personen.

## Legende
Einer irischen Legende nach wurde der Damm vom Riesen Fionn McCumhaill (auch Finn McCool oder Finn McCumhail) gebaut. Man sagt, dass Fionn eines Tages von seinem schottischen Widersacher Benandonner so stark beleidigt wurde, dass er sich dazu entschloss, diesen Damm zu bauen, um Benandonner in einem Duell zu besiegen. Er riss riesige Felsen aus den Klippen der Küste heraus und stemmte sie in das Meer, um einen sicheren Weg nach Schottland zu bauen. Als er mit dem Bau fertig war, forderte er Benandonner zum Kampf heraus. Um seinen Ruf nicht zu verlieren, blieb diesem nichts anderes übrig, als die Herausforderung anzunehmen, und so machte er sich auf den Weg nach Irland. Fionn, den die Arbeiten an dem Damm ermüdet und erschöpft hatten, suchte derweil nach einem Ausweg, wie er sich vor dem Aufeinandertreffen mit dem schottischen Riesen erholen könnte. Er verkleidete sich daraufhin als Baby und wartete mit seiner Frau auf die Ankunft Benandonners. Als dieser erschien, beteuerte Fionns Frau ihm, dass er gerade nicht da sei. Gleichzeitig lud sie ihn auf einen Tee ein und versprach, Fionn werde bald zurückkommen. Als Benandonner beim Warten das angebliche Baby sah, erblasste er bei der Vorstellung, dass bei der Größe des Kindes der Vater gar gigantische Ausmaße haben müsse. Die Furcht packte ihn, dass Fionn ihn besuchen kommen würde. Er rannte über den Damm zurück nach Schottland und zerstörte diesen dabei hinter sich. So errang Fionn McCumhaill seinen Sieg.

Übersicht
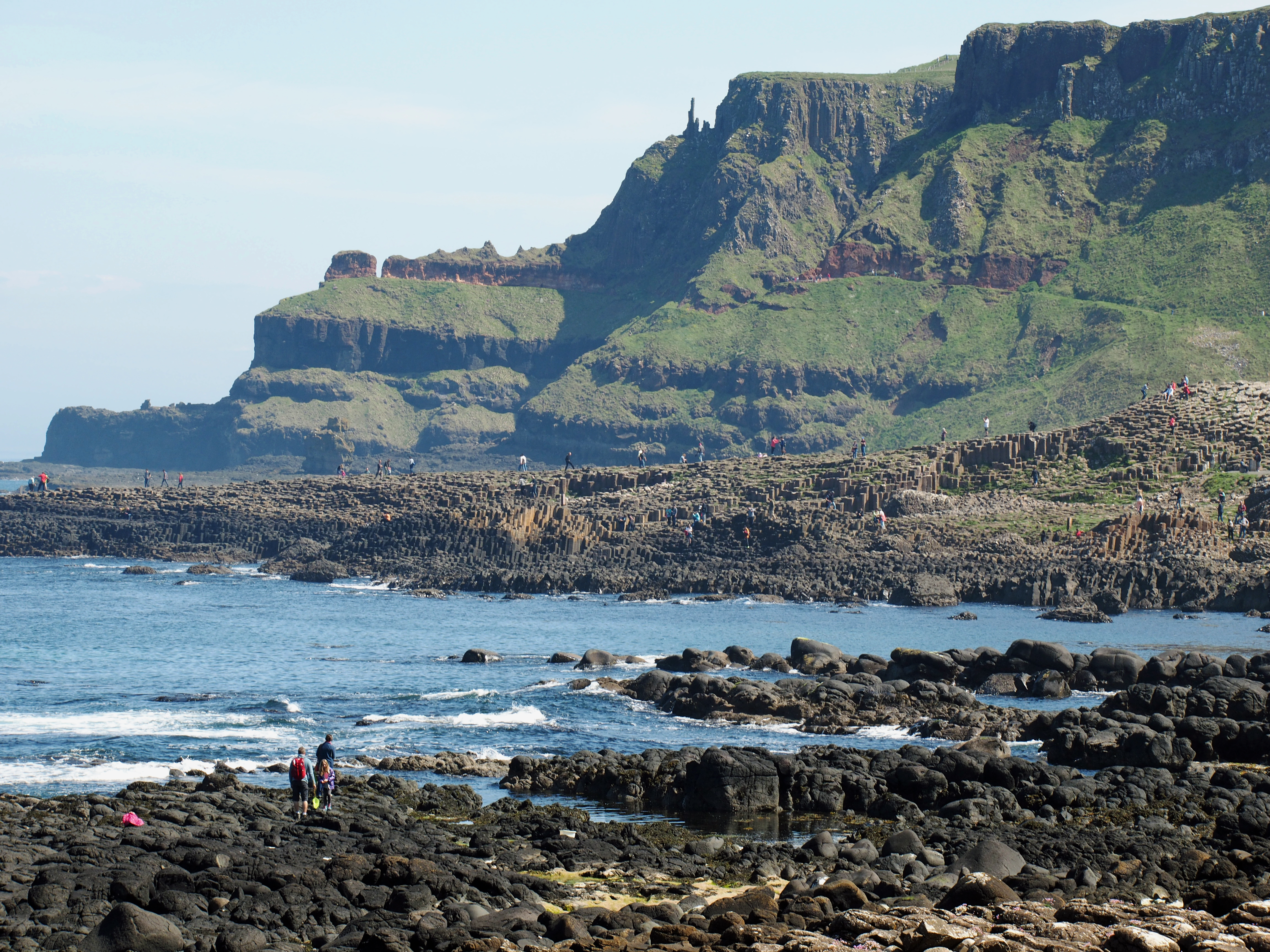
Der erste Eindruck
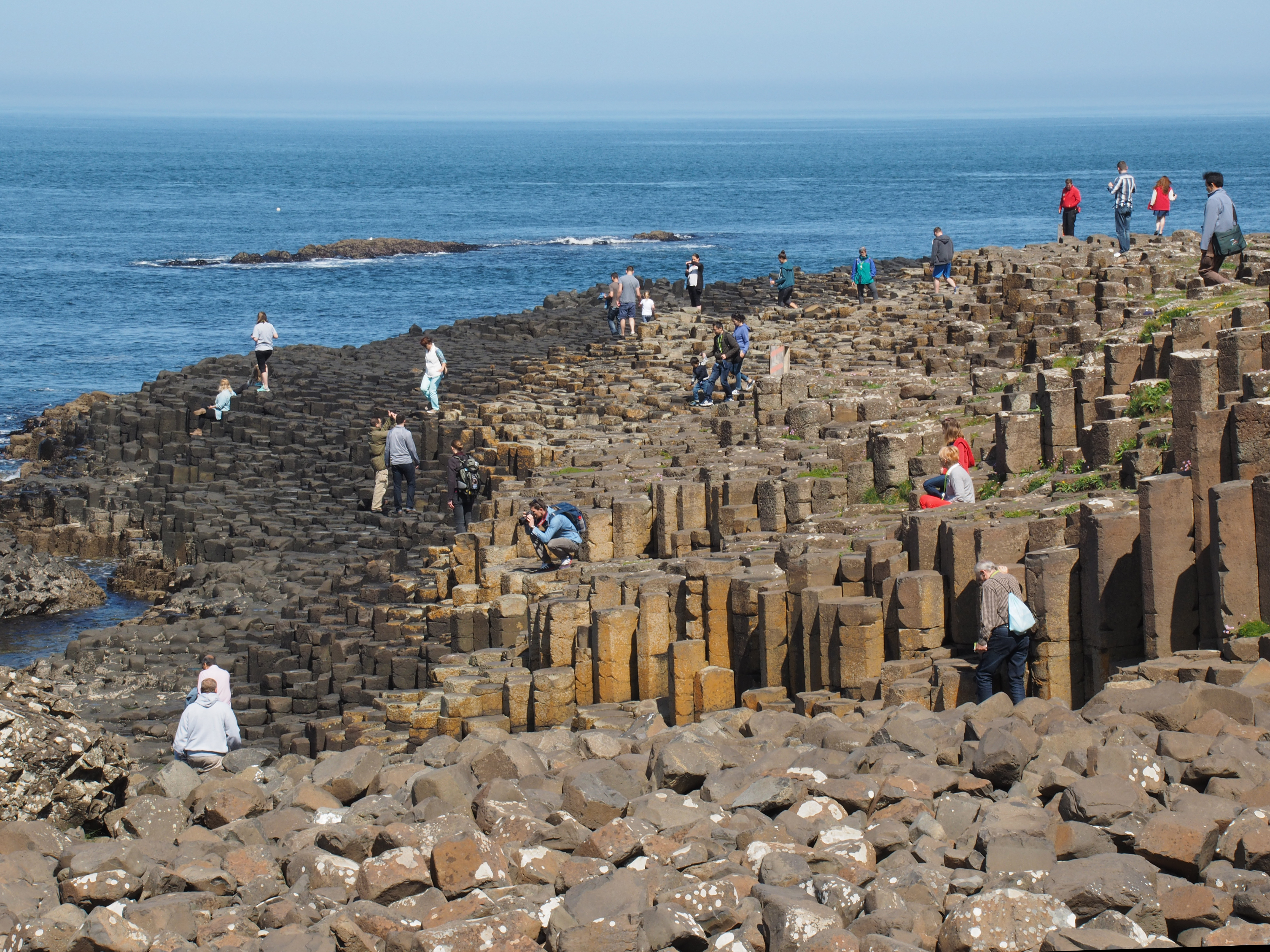
Beim Näherkommen
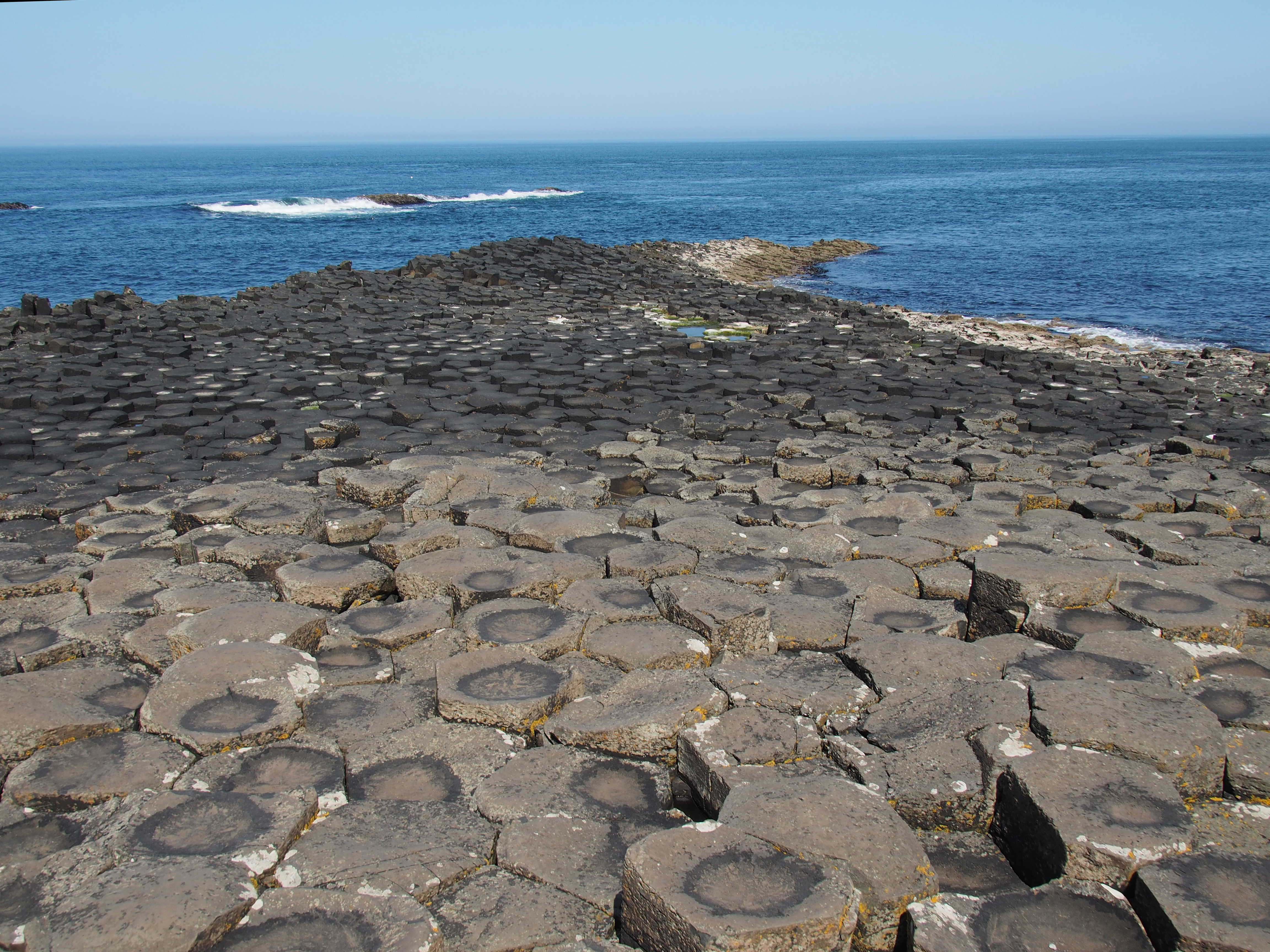
Von Nahem
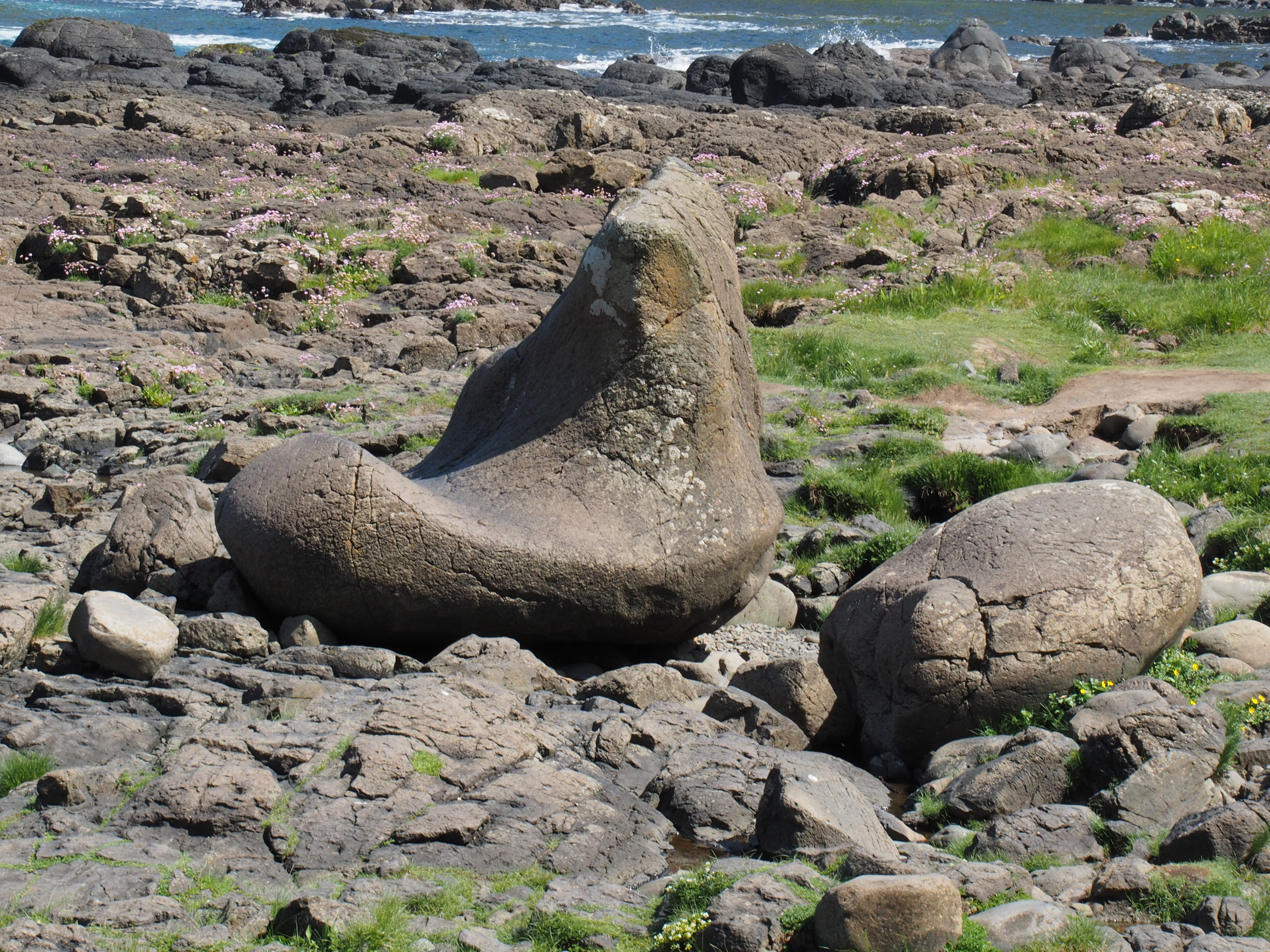
Dazwischen ein ausgewaschener Felsen
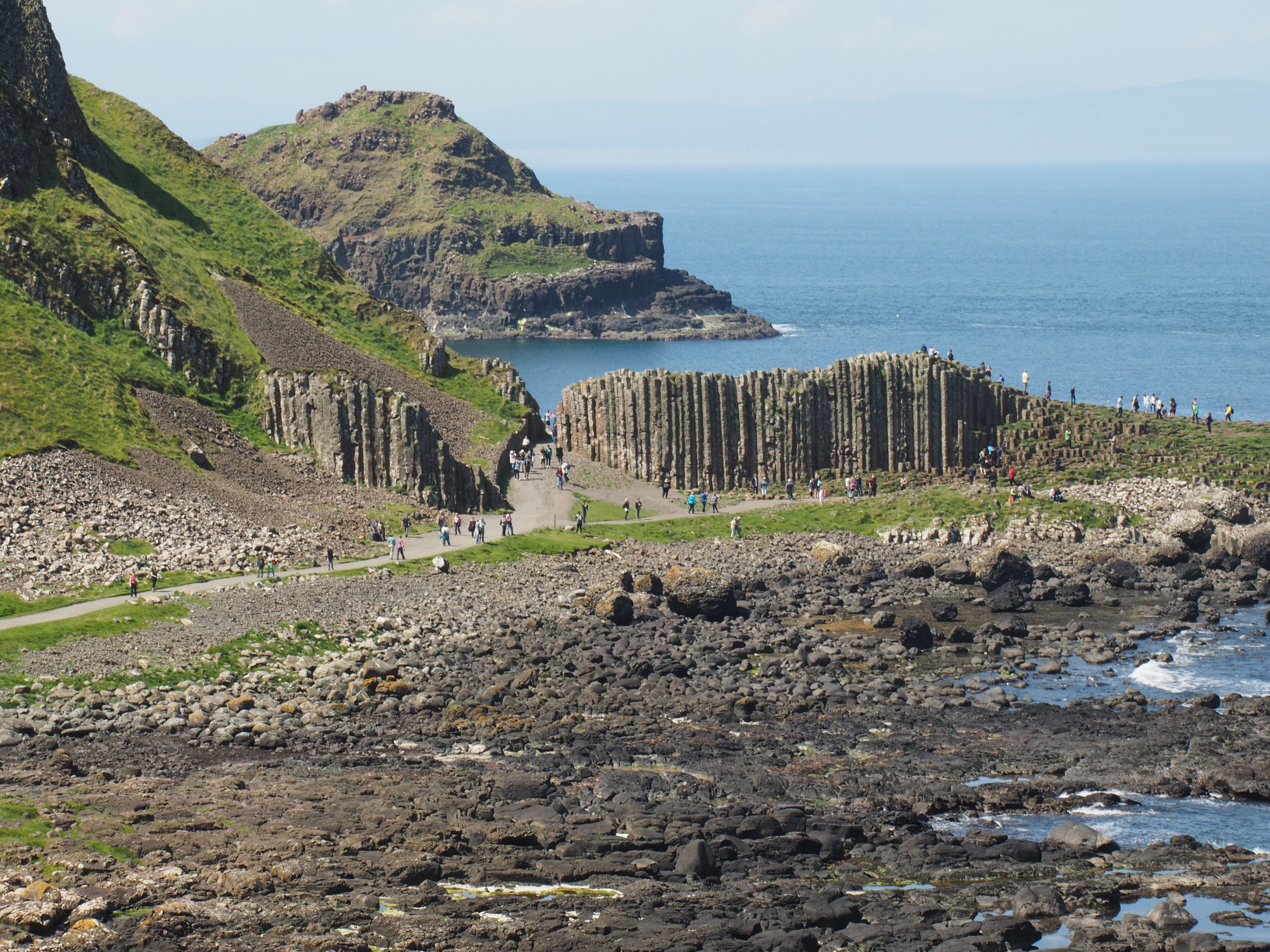
Das Lavafeld von der anderen Seite
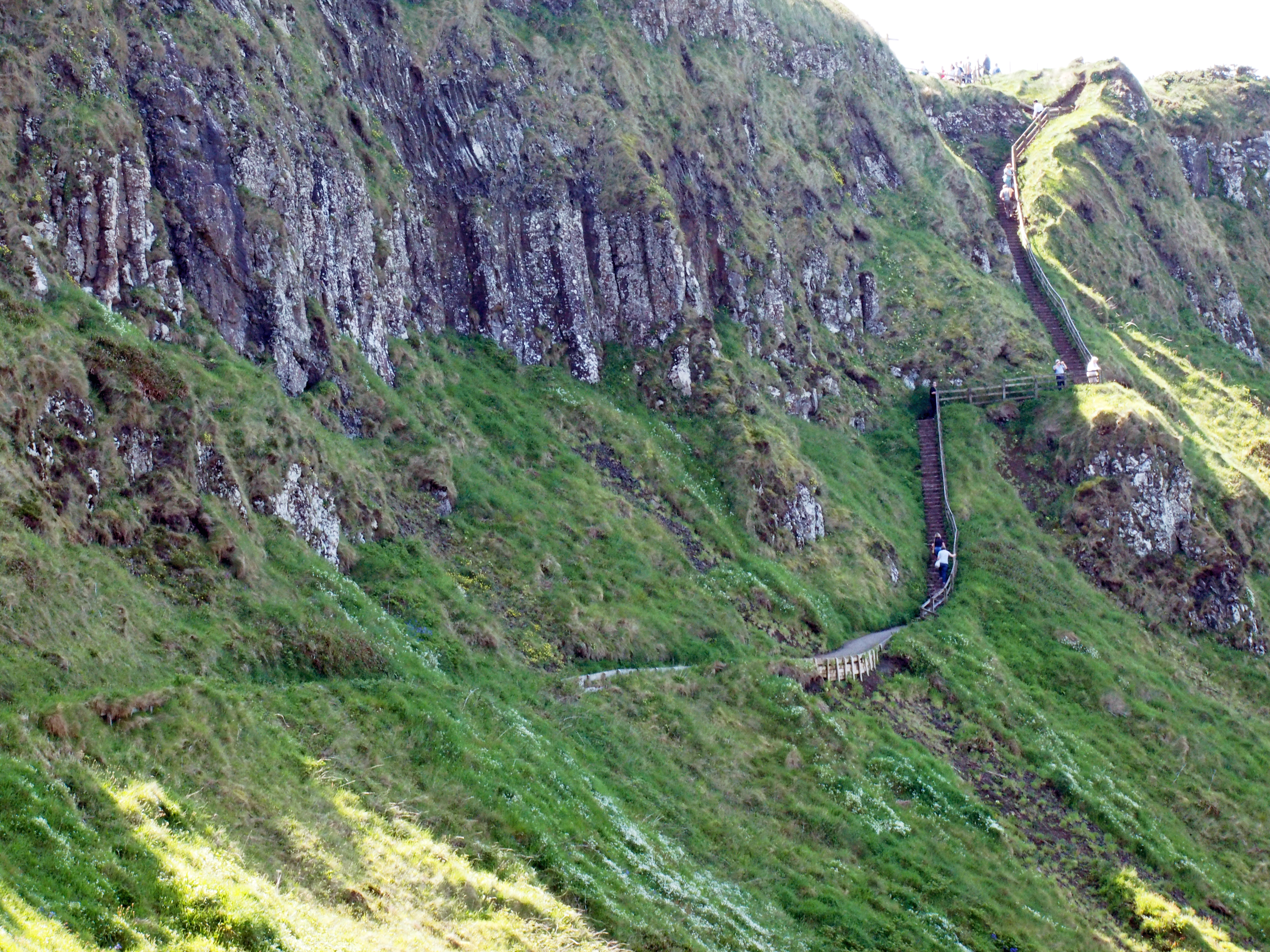
Der Rückweg zum Visitor Centre
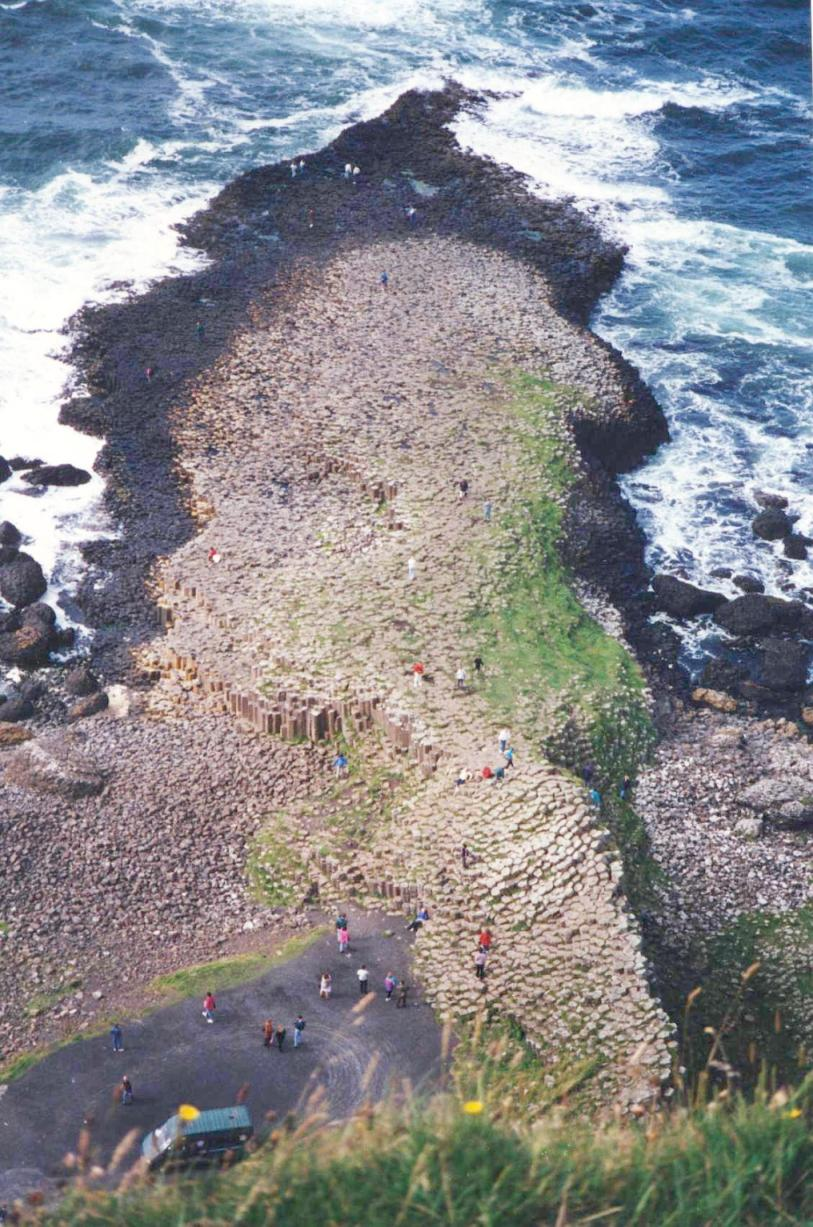
Giant’s Causeway von oben